# Тарановский, Василий Яковлевич
Василий Яковлевич Тарановский (1907—1979) — Гвардии лейтенант Рабоче-крестьянской Красной Армии, участник Великой Отечественной войны, Герой Советского Союза (1945).

## Биография
Василий Тарановский родился 28 февраля 1907 года в Ейске. После окончания школы и Тбилисского учительского института работал учителем в сельской школе. В марте 1942 года Тарановский был призван на службу в Рабоче-крестьянскую Красную Армию. С августа того же года — на фронтах Великой Отечественной войны. В боях был тяжело ранен.
К январю 1945 года гвардии лейтенант Василий Тарановский командовал взводом автоматчиков моторизованного батальона 50-й гвардейской танковой бригады 9-го гвардейского танкового корпуса 2-й гвардейской танковой армии 1-го Белорусского фронта. Отличился во время освобождения Польши. В январе 1945 года взвод Тарановского в боях за город Плоцк нанёс противнику большие потери и взял в плен группу высокопоставленных немецких офицеров.
Указом Президиума Верховного Совета СССР от 24 марта 1945 года за «образцовое выполнение боевых заданий командования на фронте борьбы с немецкими захватчиками и проявленные при этом отвагу и геройство» гвардии лейтенант Василий Тарановский был удостоен высокого звания Героя Советского Союза с вручением ордена Ленина и медали «Золотая Звезда» за номером 8719.
После окончания войны Тарановский был уволен в запас. Проживал и работал сначала в Тбилиси, затем в Сочи. Скончался 3 апреля 1979 года, похоронен в Сочи.
Был также награждён рядом медалей.